# Wyss (Patrizierfamilie, mit den Kolben)

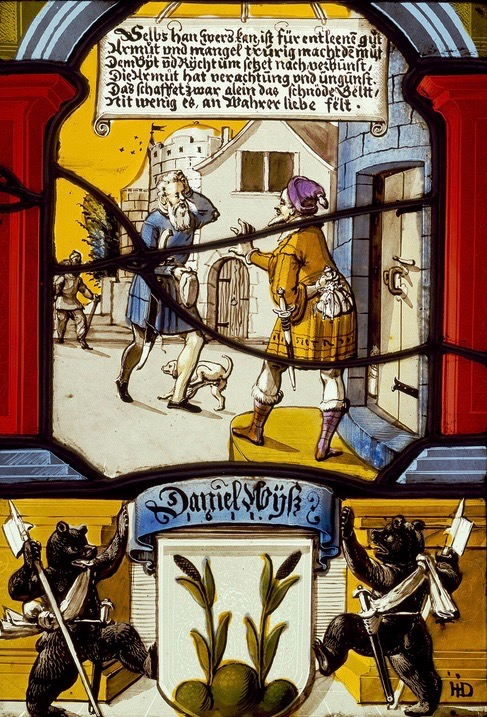
Wappenscheibe für Daniel Wyss (1611)

Die Familie Wyss, mit den Kolben (Schilfrohrkolben) im Wappen, war eine Berner Patrizierfamilie, die seit ungefähr 1520 das Burgerrecht der Stadt Bern besass und 2003 erlosch.

## Personen
- Jakob Wyss († 1546), Schaffner zu Hettiswil, Stiftschaffner zu Zofingen, Landvogt zu Münchenbuchsee
- Anton Wyss (1531–1589), Kastlan zu Wimmis, des Kleinen Rats, Landvogt zu Wangen, Zeugherr, Böspfenniger
- Johann Rudolf Wyss (1721–1805), Fürsprecher und Notar, Besitzer Schloss Gerzensee
- Johann David Wyss (1743–1818), Pfarrer am Münster in Bern, Besitzer des Buchsigutes in Köniz
- Johann Rudolf Wyss (1782–1830), Professor für Theologie
- Johann Emanuel Wyss (1782–1837), Zeichner, Maler und Heraldiker
- Johann Gottlieb Wyss (1787–1857), Fürsprecher, Regierungsrat 1831–1837
- Bernhard Karl Wyss (1793–1870), Professor für Theologie
- Robert Ludwig Wyss (1921–2003), Kunsthistoriker, Direktor des Bernischen Historischen Museums, ultimus

## Archiv
- Familienarchiv Wyss im Katalog der Burgerbibliothek Bern